# مقاطعة هولمز (أوهايو)
مقاطعة هولمز (بالإنجليزية: Holmes County)‏ هي إحدى مقاطعات ولاية أوهايو في الولايات المتحدة الأمريكية.